# Austromenopon nigropleurum
Austromenopon nigropleurum är en insektsart som först beskrevs av Henry Denny 1842.  Austromenopon nigropleurum ingår i släktet Austromenopon, och familjen spolätare. Arten är reproducerande i Sverige.